# Seven Sisters (scholen)

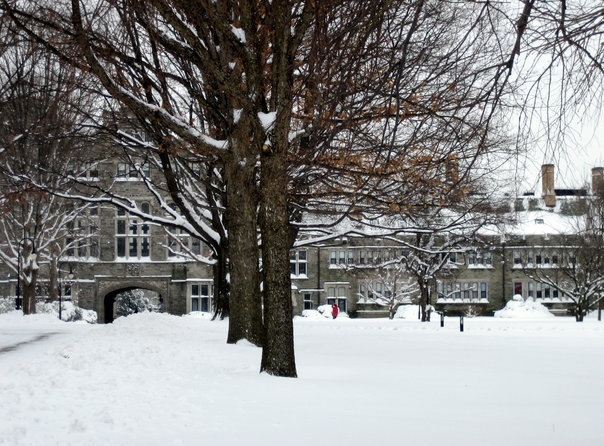
Pembroke Hall op de campus van Bryn Mawr College, een van de Seven Sisters

De Seven Sisters (zeven zusters) zijn zeven van oorsprong particuliere liberal arts colleges voor vrouwen in het noordoosten van de Verenigde Staten. Ze werden alle zeven tussen 1837 en 1889 opgericht. De zeven zusters worden soms beschouwd als de historische vrouwelijke tegenhangers van de Ivy League, acht prestigieuze universiteiten in diezelfde regio.
De Seven Sisters hebben een belangrijke rol gespeeld door vrouwen in het begin van de vorige eeuw de gelegenheid te bieden om een opleiding te volgen in de vrije kunsten die vergelijkbaar was met de studie die voor mannen beschikbaar was. Ook boden deze colleges vrouwen een grotere gelegenheid om een carrière in het universitair onderwijs te volgen.

## Colleges
- Barnard College
- Bryn Mawr College
- Mount Holyoke College
- Radcliffe College (maakt nu deel uit van Harvard)
- Smith College
- Wellesley College
- Vassar College (voor zowel vrouwen als mannen sinds 1969)

Vier van de Seven Sisters liggen in Massachusetts, twee in New York, en een is in Pennsylvania gelegen. Zowel Radcliffe als Vassar zijn niet langer uitsluitend voor vrouwen.